# گرگور تایت
گرگور تایت (به انگلیسی: Gregor Tait) (زادهٔ ۲۰ آوریل ۱۹۷۹) شناگر اهل بریتانیا است.